# Opera Unite
Opera Unite — расширение браузера Opera, построенное по технологии одноранговой сети, позволяющее из цепочки ПК — сервер — ПК убрать сервер и сделать прямое соединение ПК — ПК. С помощью Opera Unite можно, например, слушать музыку и смотреть видео в потоковом режиме, делиться фотографиями и другими файлами прямо со своего компьютера, посредством предоставления доступа к определённой папке (и подпапкам) в файловой системе. При создании приложений используются технологии HTML, CSS, JavaScript, SVG и AJAX, а также можно использовать библиотеку шаблонов Markuper API, которая позволяет связать JavaScript и HTML, облегчив тем самым процесс создания приложений. 24 апреля 2012 года было объявлено о прекращении разработки Opera Unite из-за желания разработчиков сконцентрировать все свои силы над работой с расширениями в браузере и не растрачиваться на поддержку существующих технологий.

## История
За четыре дня до выхода разработчиками было объявлено, что некая новая (на тот момент ещё не известная широкой аудитории) технология должна «Заново открыть/Перевернуть интернет» («Reinvents the Web»). Первая публичная версия являлась лабораторной сборкой Opera 10 16 июня 2009 года.
3 июля 2009 года с выпуском новой бета-версии браузера Opera 10 появилась возможность устанавливать ограничение на ширину канала данных. Также теперь можно настроить порт, через который будет осуществляться обмен информацией (по умолчанию 8840).
Начиная с Opera 10 beta 2 развитие технологии Unite проходило отдельно от бета-версий браузера. Другими словами, технология Unite была ещё не готова для попадания в бета-версии браузера Opera 10. Поэтому вместе с выходом Opera 10 beta 2 и beta 3 одновременно выходит срез, содержащий в себе Opera Unite, который являлся отдельно развиваемой ветвью лабораторных сборок браузера для тестовых целей. Кроме этого, 13 августа 2009 года вместе с выходом Opera 10 beta 3 разработчики сообщили, что технология Unite не появится в финальной сборке Opera 10. Технология Unite совершенствовалась параллельно с подготовкой к выходу Opera 10, появление же её было намечено в версии браузера 10.10.
21 сентября 2009 года с выходом очередного тестового билда в предустановленных приложениях Opera Unite был изменён внешний вид (под стиль Opera 10), а «Сервисы» («Services») стали называться «Приложениями» («Applications»), расширение файлов приложений не .us, а .ua. Также в эту сборку было добавлено приложение «Sonar», которое искусственно нагружало серверы, чтобы предотвратить в дальнейшем сбои в работе технологии.
14 октября 2009 года была выпущена Opera 10.10 beta, которая стала первой бета-версией браузера Opera, содержащей Opera Unite. Немногим ранее (9 октября 2009 года) была закончена кампания по нагрузке прокси-серверов Opera Unite приложением «Sonar».
23 октября 2009 года был дан старт конкурсу «Battle for the best Opera Unite applications». Суть его состояла в том, что с этого дня каждую неделю определяется лучшее приложение из недавно появившихся на сайте unite.opera.com. Разработчик победившего приложения получает денежный сертификат, равноценный стоимости Nintendo Wii.
23 ноября 2009 года была выпущена финальная версия Opera 10.10 Unite.
26 апреля 2012 года вышла первая бета-версия Opera 12, из которой была убрана Opera Unite.

### Дальнейшее развитие
Разработчиками предлагалась тесная интеграция технологии с мобильными устройствами.

## Принцип работы
Главным отличием от других сервисов обмена данными является отсутствие необходимости предварительной загрузки файлов пользователя на облачный сервер. Доступ к данным, предоставляемым Opera Unite, осуществляется через серверы компании Opera Software. Сервер используется как прокси-сервер, брандмауэр, система доменных имён (DNS) и просто для связи компьютеров, которые не находятся в одной локальной сети, а вовсе не как место хранения данных. Если же доступ по локальной сети возможен, Unite осуществит необходимое соединение для более быстрого доступа к материалам (соединение происходит по принципу p2p). Для более простой настройки соединения между компьютерами используется технология UPnP. Если маршрутизатор конечного компьютера поддерживает UPnP, подключение можно осуществить, введя в адресной строке браузера адрес вида: IP-адрес:8840.

## Приложения
Загрузка и установка приложений осуществляется через интерфейс браузера Opera. По умолчанию в боковой панели «Unite» расположены элементы для управления шестью приложениями, которые будут загружаться при первом использовании:
- «File Sharing» — предоставление доступа к файлам на компьютере,
- «Fridge» — обмен короткими сообщениями, прикрепляя к виртуальному холодильнику стикеры,
- «Media Player» — доступ к музыке на компьютере, возможность прослушивания музыки в потоковом режиме,
- «Photo Sharing» — создание фотоальбома,
- «Web Server» — запуск веб-сайта на компьютере,
- «Messenger» — общение один на один с друзьями по социальной сети My Opera.

Аналогами «File Sharing», «Media Player» и «Photo Sharing» являются файлообменники, минусом которых в данном случае является предварительная загрузка файлов. Аналогом «Messenger» является любая программа мгновенного обмена сообщениями, аналогом «Fridge» является Twitter или любой другой микроблогинг. Аналогом «Web Server» является настоящий сервер, но в данном случае возможности компьютера обычного пользователя ограничены пропускной способностью канала или мощностью аппаратного составляющего. Если сравнивать работу BitTorrent-клиента и «File Sharing», то главным их отличием будет то, что сидер только один и при одновременной загрузке одного файла между пирами не происходит обмена фрагментами. Приложения может создать любой желающий. Главным критерием является отсутствие ошибок в работе и приложения не должны иметь вредоносный характер, другими словами, не должны являться вирусами.
Кроме приложений развлекательного характера или тех, которые позволяют обмениваться файлами, есть приложение, которое позволяет включать и выключать установленные в браузере пользовательские JavaScript, создавать новые и редактировать существующие. Это UJS Manager.

## Использование
Чтобы начать использовать Opera Unite, пользователь должен пройти обязательную регистрацию в диалоговом окне программы. После выбора имени данного конкретного компьютера (Home, Mac, Office, Notebook и прочее), приложениями можно будет воспользоваться по адресу <имя компьютера>.<логин учётной записи>.operaunite.com или через боковую панель браузера. Если пользователь уже имеет аккаунт My Opera, то он может использовать его при запуске Opera Unite. Чтобы использовать Opera Unite, логин учётной записи в сообществе не должен содержать такие символы, как «/» (косая черта), «.» (точка), «_» (подчёркивание) и пробел, в противном случае пользователю придётся пройти процедуру переименования на сайте сообщества. Управление приложениями осуществляется через боковую панель браузера. Доступ к любому приложению можно ограничить установкой пароля, чтобы избежать лишней нагрузки или чтобы ограничить круг пользователей. Из настроек возможны установка используемого порта и ограничение скорости доступа к конечному компьютеру.
Разработчиками сообщалось о возможном нарушении авторских прав пользователем. Если такой случай будет иметь место, то компания Opera Software попросит пользователя удалить содержимое из открытого доступа, в противном случае, учётная запись пользователя будет заблокирована. Также было объявлено, что Opera Software не будет отслеживать деятельность пользователей Opera Unite.

С помощью Opera Unite обмен данными между компьютерами становится таким же простым, как и работа с веб-ресурсами. Конечному пользователю эта технология позволяет лучше контролировать использование его частных данных в открытом доступе. Кроме того, он может удалённо работать с хранящейся на его компьютере информацией с помощью любого другого устройства, оснащённого современным веб-браузером.
Оригинальный текст (англ.)Opera Unite makes serving data as simple and easy as browsing the Web. For consumers, Opera Unite services give greater control of private data and make it easy to share data with any device equipped with a modern Web browser.

— Йон Стефенсон фон Течнер (Jon Stephenson von Tetzchner), бывший генеральный директор и соучредитель компании Opera Software

## Критика
Технология неоднократно подверглась критике из-за потенциальных проблем с безопасностью. Поэтому разработчики рекомендуют использовать только те приложения, которые были загружены с официального сайта. Некоторые эксперты отмечали, что ограничение свободного доступа путём установки пароля является ни чем иным, как «началом конца» («an avenue to disaster»). Кроме того, большим недостатком, вытекающим из принципа работы, является необходимость держать браузер постоянно запущенным, а компьютер подключённым к Интернету, для доступа к данным, размещённым на удалённом компьютере, однако этой проблеме было найдено решение. Большой проблемой может оказаться попытка подключиться к компьютеру, если пропускная способность канала мала или если к этому компьютеру уже подключён один или несколько пользователей.